# Alexandra Popp
Alexandra Popp (Witten, 6 aprile 1991) è una calciatrice tedesca, attaccante del Wolfsburg.
Plurititolata sia a livello di club che con le nazionali, dalle giovanili alla maggiore, della quale è stata anche capitano, ha vinto cinque titoli di Campione di Germania, tutti con il Wolfsburg, ai quali si aggiungono otto Coppe di Germania, due delle quali con il 2001 Duisburg, e complessivamente tre UEFA Women's Champions League con entrambi i club.
Dal 2006 al 2024 ha indossato inoltre le maglie delle nazionali, conquistando un campionato europeo nel 2008 con la formazione Under-17, il Mondiale casalingo nel 2010 con la Under-20, mentre con la nazionale maggiore aggiunge ai suoi trofei una medaglia d'oro olimpica a Rio de Janeiro 2016 e due Algarve Cup nel 2012, 2014, partecipando a tre Mondiali e raggiungendo il 22 giugno 2019, in quello di Francia 2019, la sua centesima partita con la nazionale tedesca.
A ciò si aggiunge il titolo di calciatrice tedesca dell'anno, nel 2014, 2016 e 2023. Inoltre è stata inserita, nel 2020 e nel 2022, nel Women's World Team stilato dall'IFFHS.

## Carriera

### Club

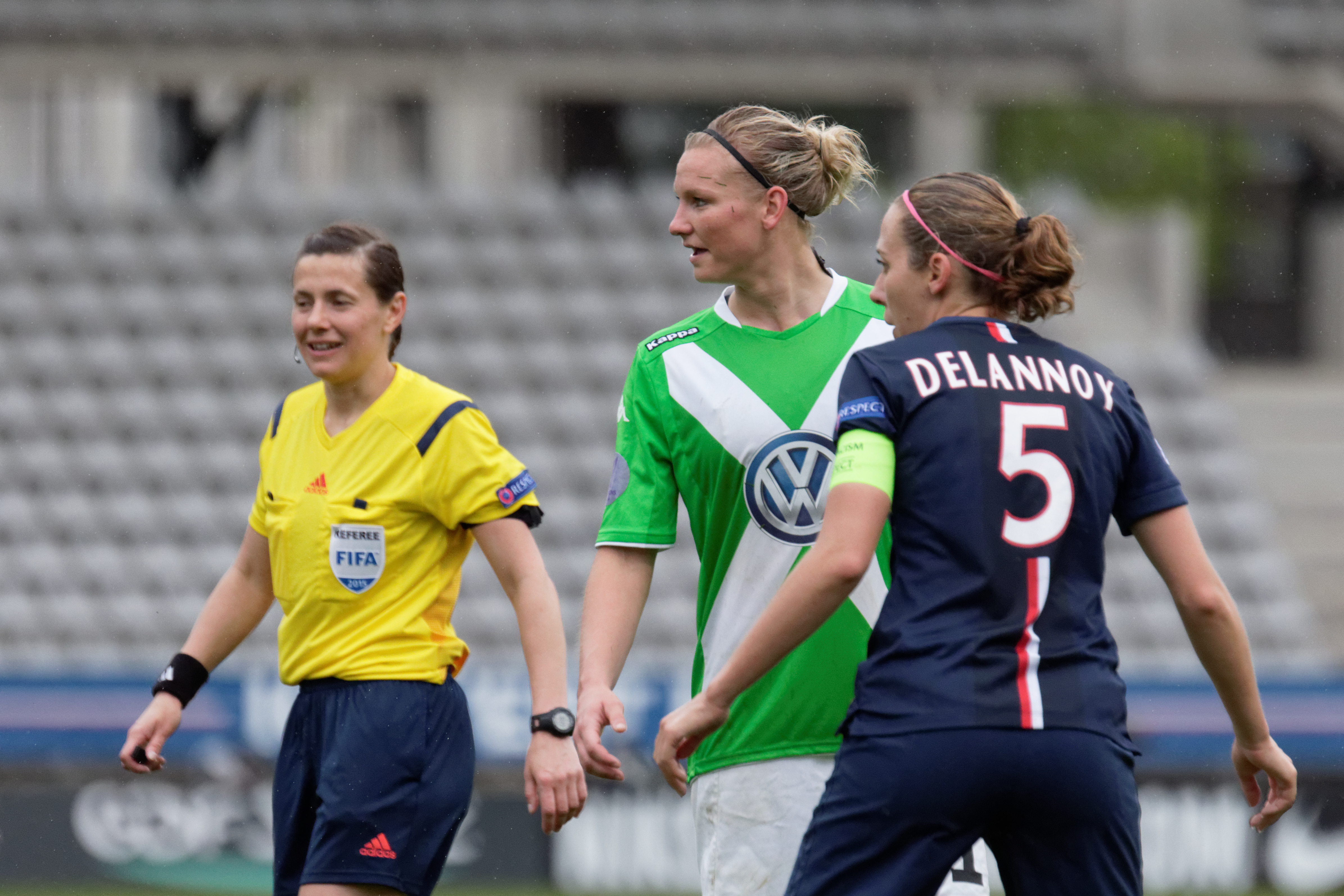
Alexandra Popp con la maglia del Wolfsburg il 26 aprile 2015 nella semifinale di Champions League contro il PSG.

Alexandra Popp ha iniziato la sua carriera nelle giovanili del FC Silschede, per poi passare al 1. FFC Recklinghausen. Nel 2008 passa al FCR 2001 Duisburg, squadra che nelle quattro stagioni precedenti aveva chiuso al secondo posto della Frauen-Bundesliga, preferendola all'Olympique Lione, squadra campione di Francia. Alexandra Popp fa il suo esordio in Frauen-Bundesliga il 7 settembre 2008 nella partita giocata contro l'Herforder SV, e segna le sue prime due reti il 28 settembre 2008 nella partita vinta per 8-0 sul TSV Crailsheim. Nella sua prima stagione nel FCR 2001 Duisburg vince la DFB-Pokal der Frauen e la UEFA Women's Cup. Nell'agosto 2009 viene premiata con la Fritz-Walter-Medaille d'argento come seconda miglior giovane della Frauen-Bundesliga. Nella stagione successiva (2009-2010) con il FCR 2001 Duisburg conquista nuovamente la DFB-Pokal der Frauen e raggiunge le semifinali della UEFA Women's Cup. Nella stagione 2010-2011 gioca anche come terzino sinistro per compensare una serie di infortuni occorsi in quella stagione nel FCR 2001 Duisburg.
Nel 2012 si trasferisce al Wolfsburg assieme alla sua compagna di squadra Luisa Wensing. Nella sua prima stagione al Wolfsburg conquista il treble, vincendo la Frauen-Bundesliga, la DFB-Pokal der Frauen e UEFA Women's Champions League. Nella stagione successiva, 2013-2014, vince nuovamente la Frauen-Bundesliga e la UEFA Women's Champions League, mentre l'anno seguente rivince la DFB-Pokal der Frauen.

### Nazionale
Popp ha giocato per rappresentative nazionali tedesche sin dal 2006 quando aveva 15 anni. A livello giovanile ha fatto parte della nazionale Under-15, della nazionale Under-17, della nazionale Under-19 e della nazionale Under-20. Ha vinto il campionato europeo Under-17 nel 2008, segnando la seconda rete nella finale vinta per 3-0 sulla Francia, mentre è arrivata al terzo posto al campionato mondiale Under-17 nel 2008.
Chiamata dalla selezionatrice Silvia Neid a inizio 2010, fa il suo esordio nella nazionale maggiore il 17 febbraio, in occasione dell'amichevole giocata all'MSV-Arena di Duisburg contro la Corea del Nord, rilevando Kim Kulig al 69' dell'incontro vinto dalle tedesche con il risultato di 3-0. Segna le sue prime due reti per la nazionale maggiore due settimane dopo nel corso della Algarve Cup 2010 nella partita vinta per 7-0 sulla Finlandia.
Viene poi convocata per il campionato mondiale Under-20 del 2010, che venne disputato in Germania. In quell'edizione ha vinto il titolo con la nazionale, segnando la prima rete nella finale vinta per 2-0 sulla Nigeria, ha vinto il Pallone d'Oro del torneo come migliore giocatrice e la Scarpa d'Oro del torneo come migliore marcatrice con 10 reti segnate.
Nel 2011 fa parte della squadra tedesca che partecipa al campionato mondiale di calcio, giocatosi in Germania, senza riuscire a superare i quarti di finale. Viene nuovamente convocata nel 2015 per far parte della squadra tedesca che partecipa al campionato mondiale di calcio, giungendo al quarto posto.
Il 30 settembre 2024, all'età di 33 anni e ad oltre 14 anni dal debutto, annuncia il suo ritiro dalla nazionale dopo aver totalizzato 144 presenze, raggiungendo Doris Fitschen al nono posto, e aver realizzato 67 reti, terzo risultato fino a quel momento dopo Birgit Prinz (128) e Heidi Mohr (83). Disputa il match d'addio il 28 ottobre, in occasione dell'amichevole contro l'Australia, perduta 1-2 dalle teutoniche. Popp viene sostituita dopo 16 minuti di gioco.

## Statistiche

### Presenze e reti nei club
Statistiche aggiornate al 28 maggio 2023.
| Stagione             | Squadra              | Campionato           | Campionato | Campionato | Coppe nazionali | Coppe nazionali | Coppe nazionali | Coppe internazionali | Coppe internazionali | Coppe internazionali | Altre coppe | Altre coppe | Altre coppe | Totale | Totale |
| Stagione             | Squadra              | Comp                 | Pres       | Reti       | Comp            | Pres            | Reti            | Comp                 | Pres                 | Reti                 | Comp        | Pres        | Reti        | Pres   | Reti   |
| -------------------- | -------------------- | -------------------- | ---------- | ---------- | --------------- | --------------- | --------------- | -------------------- | -------------------- | -------------------- | ----------- | ----------- | ----------- | ------ | ------ |
| 2008-2009            | 2001 Duisburg        | BL                   | 20         | 7          | CG              | 4               | 1               |                      | -                    | -                    |             | -           | -           | 24     | 8      |
| 2009-2010            | 2001 Duisburg        | BL                   | 17         | 6          | CG              | 5               | 1               | UWCL                 | 7                    | 1                    |             | -           | -           | 29     | 8      |
| 2010-2011            | 2001 Duisburg        | BL                   | 21         | 11         | CG              | 2               | 0               |                      | -                    | -                    |             | -           | -           | 22     | 11     |
| 2011-2012            | 2001 Duisburg        | BL                   | 22         | 7          | CG              | 4               | 10              |                      | -                    | -                    |             | -           | -           | 24     | 17     |
| Totale 2001 Duisburg | Totale 2001 Duisburg | Totale 2001 Duisburg | 80         | 31         |                 | 15              | 12              |                      | 7                    | 1                    |             | -           | -           | 102    | 44     |
| 2012-2013            | Wolfsburg            | BL                   | 21         | 12         | CG              | 3               | 2               | UWCL                 | -                    | -                    |             | -           | -           | 24     | 14     |
| 2013-2014            | Wolfsburg            | BL                   | 20         | 10         | CG              | 2               | 2               | UWCL                 | 7                    | 5                    |             | -           | -           | 29     | 17     |
| 2014-2015            | Wolfsburg            | BL                   | 20         | 13         | CG              | 3               | 2               | UWCL                 | 8                    | 4                    |             | -           | -           | 31     | 19     |
| 2015-2016            | Wolfsburg            | BL                   | 16         | 6          | CG              | 4               | 5               | UWCL                 | 7                    | 3                    |             | -           | -           | 27     | 14     |
| 2016-2017            | Wolfsburg            | BL                   | 21         | 8          | CG              | 4               | 0               | UWCL                 | 6                    | 1                    |             | -           | -           | 31     | 9      |
| 2017-2018            | Wolfsburg            | BL                   | 18         | 7          | CG              | 3               | 2               | UWCL                 | 9                    | 4                    |             | -           | -           | 30     | 13     |
| 2018-2019            | Wolfsburg            | BL                   | 20         | 13         | CG              | 5               | 3               | UWCL                 | 4                    | 1                    |             | -           | -           | 29     | 17     |
| 2019-2020            | Wolfsburg            | BL                   | 20         | 11         | CG              | 4               | 1               | UWCL                 | 5                    | 1                    |             | -           | -           | 29     | 13     |
| 2020-2021            | Wolfsburg            | BL                   | 12         | 5          | CG              | 2               | 3               | UWCL                 | 4                    | 2                    |             | -           | -           | 18     | 10     |
| 2021-2022            | Wolfsburg            | BL                   | 9          | 2          | CG              | 2               | 0               | UWCL                 | 4                    | 0                    |             | -           | -           | 15     | 2      |
| 2022-2023            | Wolfsburg            | BL                   | 21         | 16         | CG              | 3               | 5               | UWCL                 | 10                   | 3                    |             | -           | -           | 34     | 24     |
| 2023-2024            | Wolfsburg            | BL                   | 19         | 7          | CG              | 3               | 3               | UWCL                 | 2                    | 2                    | -           | -           | -           | 24     | 12     |
| 2024-2025            | Wolfsburg            | BL                   | 2          | 2          | CG              | 0               | 0               | UWCL                 | 1                    | 3                    | -           | -           | -           | 3      | 5      |
| Totale Wolfsburg     | Totale Wolfsburg     | Totale Wolfsburg     | 219        | 112        |                 | 38              | 28              |                      | 67                   | 29                   |             | -           | -           | 324    | 169    |
| Totale carriera      | Totale carriera      | Totale carriera      | 299        | 143        |                 | 53              | 40              |                      | 74                   | 30                   |             | -           | -           | 426    | 213    |

### Cronologia presenze e reti in nazionale
| Cronologia completa delle presenze e delle reti in nazionale ― Germania | Cronologia completa delle presenze e delle reti in nazionale ― Germania | Cronologia completa delle presenze e delle reti in nazionale ― Germania | Cronologia completa delle presenze e delle reti in nazionale ― Germania | Cronologia completa delle presenze e delle reti in nazionale ― Germania | Cronologia completa delle presenze e delle reti in nazionale ― Germania | Cronologia completa delle presenze e delle reti in nazionale ― Germania | Cronologia completa delle presenze e delle reti in nazionale ― Germania |
| Data                                                                    | Città                                                                   | In casa                                                                 | Risultato                                                               | Ospiti                                                                  | Competizione                                                            | Reti                                                                    | Note                                                                    |
| ----------------------------------------------------------------------- | ----------------------------------------------------------------------- | ----------------------------------------------------------------------- | ----------------------------------------------------------------------- | ----------------------------------------------------------------------- | ----------------------------------------------------------------------- | ----------------------------------------------------------------------- | ----------------------------------------------------------------------- |
| 17-2-2010                                                               | Aquisgrana                                                              | Germania                                                                | 3 – 0                                                                   | Corea del Nord                                                          | Amichevole                                                              | -                                                                       |                                                                         |
| 24-2-2010                                                               | Parchal                                                                 | Germania                                                                | 4 – 0                                                                   | Danimarca                                                               | Algarve Cup 2010 - 1º turno                                             | -                                                                       |                                                                         |
| 26-2-2010                                                               | Faro                                                                    | Germania                                                                | 7 – 0                                                                   | Finlandia                                                               | Algarve Cup 2010 - 1º turno                                             | 2                                                                       |                                                                         |
| 1-3-2010                                                                | Faro                                                                    | Cina                                                                    | 0 – 5                                                                   | Germania                                                                | Algarve Cup 2010 - 1º turno                                             | -                                                                       |                                                                         |
| 3-3-2010                                                                | Lagos                                                                   | Germania                                                                | 2 – 3                                                                   | Stati Uniti                                                             | Algarve Cup 2010 - Finale                                               | -                                                                       |                                                                         |
| 24-5-2010                                                               | Chicago                                                                 | Stati Uniti                                                             | 4 – 0                                                                   | Germania                                                                | Amichevole                                                              | -                                                                       |                                                                         |
| 15-9-2010                                                               | Stoccarda                                                               | Germania                                                                | 5 – 0                                                                   | Canada                                                                  | Amichevole                                                              | 1                                                                       |                                                                         |
| 28-10-2010                                                              | Düsseldorf                                                              | Germania                                                                | 2 – 1                                                                   | Australia                                                               | Amichevole                                                              | -                                                                       |                                                                         |
| 25-11-2010                                                              | Lipsia                                                                  | Germania                                                                | 8 – 0                                                                   | Nigeria                                                                 | Amichevole                                                              | 1                                                                       |                                                                         |
| 21-5-2011                                                               | Hannover                                                                | Germania                                                                | 2 – 0                                                                   | Giappone                                                                | Amichevole                                                              | -                                                                       |                                                                         |
| 3-6-2011                                                                | Karlsruhe                                                               | Germania                                                                | 5 – 0                                                                   | Italia                                                                  | Amichevole                                                              | 2                                                                       |                                                                         |
| 7-6-2011                                                                | Dortmund                                                                | Germania                                                                | 5 – 0                                                                   | Paesi Bassi                                                             | Amichevole                                                              | 1                                                                       |                                                                         |
| 16-6-2011                                                               | Magonza                                                                 | Germania                                                                | 3 – 0                                                                   | Norvegia                                                                | Amichevole                                                              | 2                                                                       |                                                                         |
| 16-6-2011                                                               | Berlino                                                                 | Germania                                                                | 2 – 1                                                                   | Canada                                                                  | Mondiali 2011 - Fase a gironi                                           | -                                                                       |                                                                         |
| 30-6-2011                                                               | Francoforte sul Meno                                                    | Germania                                                                | 1 – 0                                                                   | Nigeria                                                                 | Mondiali 2011 - Fase a gironi                                           | -                                                                       |                                                                         |
| 5-7-2011                                                                | Mönchengladbach                                                         | Francia                                                                 | 2 – 4                                                                   | Germania                                                                | Mondiali 2011 - Fase a gironi                                           | -                                                                       |                                                                         |
| 9-7-2011                                                                | Wolfsburg                                                               | Germania                                                                | 0 – 1 dts                                                               | Giappone                                                                | Mondiali 2011 - Quarti di finale                                        | -                                                                       |                                                                         |
| 17-9-2011                                                               | Colonia                                                                 | Germania                                                                | 4 – 1                                                                   | Svizzera                                                                | Qual. Euro 2013                                                         | -                                                                       |                                                                         |
| 22-10-2011                                                              | Bucarest                                                                | Romania                                                                 | 0 – 3                                                                   | Germania                                                                | Qual. Euro 2013                                                         | -                                                                       |                                                                         |
| 26-10-2011                                                              | Norimberga                                                              | Germania                                                                | 1 – 0                                                                   | Svezia                                                                  | Amichevole                                                              | 1                                                                       |                                                                         |
| 19-11-2011                                                              | Leverkusen                                                              | Germania                                                                | 17 – 0                                                                  | Kazakistan                                                              | Qual. Euro 2013                                                         | 3                                                                       |                                                                         |
| 24-11-2011                                                              | Madrid                                                                  | Spagna                                                                  | 2 – 2                                                                   | Germania                                                                | Qual. Euro 2013                                                         | 1                                                                       |                                                                         |
| 15-2-2012                                                               | Konya                                                                   | Turchia                                                                 | 0 – 5                                                                   | Germania                                                                | Qual. Euro 2013                                                         | -                                                                       |                                                                         |
| 29-2-2012                                                               | Albufeira                                                               | Germania                                                                | 1 – 0                                                                   | Islanda                                                                 | Algarve Cup 2012 - 1º turno                                             | -                                                                       |                                                                         |
| 2-3-2012                                                                | Lagos                                                                   | Germania                                                                | 1 – 0                                                                   | Cina                                                                    | Algarve Cup 2012 - 1º turno                                             | -                                                                       |                                                                         |
| 5-3-2012                                                                | Lagos                                                                   | Germania                                                                | 4 – 0                                                                   | Svezia                                                                  | Algarve Cup 2012 - 1º turno                                             | 1                                                                       |                                                                         |
| 7-3-2012                                                                | Parchal                                                                 | Germania                                                                | 4 – 3                                                                   | Giappone                                                                | Algarve Cup 2012 - Finale                                               | -                                                                       |                                                                         |
| 31-3-2012                                                               | Bochum                                                                  | Germania                                                                | 5 – 0                                                                   | Spagna                                                                  | Qual. Euro 2013                                                         | 1                                                                       |                                                                         |
| 5-4-2012                                                                | Ginevra                                                                 | Svizzera                                                                | 0 – 6                                                                   | Germania                                                                | Qual. Euro 2013                                                         | -                                                                       |                                                                         |
| 31-5-2012                                                               | Friburgo in Brisgovia                                                   | Germania                                                                | 5 – 0                                                                   | Romania                                                                 | Qual. Euro 2013                                                         | 3                                                                       |                                                                         |
| 21-9-2013                                                               | Wiesbaden                                                               | Germania                                                                | 9 – 0                                                                   | Russia                                                                  | Qual. Mondiali 2015                                                     | -                                                                       |                                                                         |
| 26-9-2013                                                               | Capodistria                                                             | Slovenia                                                                | 0 – 13                                                                  | Germania                                                                | Qual. Mondiali 2015                                                     | 1                                                                       |                                                                         |
| 30-10-2013                                                              | Francoforte sul Meno                                                    | Germania                                                                | 4 – 0                                                                   | Croazia                                                                 | Qual. Mondiali 2015                                                     | -                                                                       |                                                                         |
| 23-11-2013                                                              | Žilina                                                                  | Slovacchia                                                              | 0 – 6                                                                   | Germania                                                                | Qual. Mondiali 2015                                                     | 1                                                                       |                                                                         |
| 27-11-2013                                                              | Osijek                                                                  | Croazia                                                                 | 0 – 8                                                                   | Germania                                                                | Qual. Mondiali 2015                                                     | 1                                                                       |                                                                         |
| 5-3-2014                                                                | Faro                                                                    | Germania                                                                | 5 – 0                                                                   | Islanda                                                                 | Algarve Cup 2014 - 1º turno                                             | 1                                                                       |                                                                         |
| 5-4-2014                                                                | Dublino                                                                 | Irlanda                                                                 | 2 – 3                                                                   | Germania                                                                | Qual. Mondiali 2015                                                     | -                                                                       |                                                                         |
| 10-4-2014                                                               | Ratisbona                                                               | Germania                                                                | 4 – 0                                                                   | Slovenia                                                                | Qual. Mondiali 2015                                                     | -                                                                       |                                                                         |
| 8-5-2014                                                                | Karlsruhe                                                               | Germania                                                                | 9 – 1                                                                   | Slovacchia                                                              | Qual. Mondiali 2015                                                     | -                                                                       |                                                                         |
| 13-9-2014                                                               | Mosca                                                                   | Russia                                                                  | 1 – 4                                                                   | Germania                                                                | Qual. Mondiali 2015                                                     | -                                                                       |                                                                         |
| 17-9-2014                                                               | Chemnitz                                                                | Germania                                                                | 2 – 0                                                                   | Irlanda                                                                 | Qual. Mondiali 2015                                                     | -                                                                       |                                                                         |
| 25-10-2014                                                              | Parigi                                                                  | Francia                                                                 | 2 – 0                                                                   | Germania                                                                | Amichevole                                                              | -                                                                       |                                                                         |
| 29-10-2014                                                              | Stoccolma                                                               | Svezia                                                                  | 1 – 2                                                                   | Germania                                                                | Amichevole                                                              | 1                                                                       |                                                                         |
| 23-11-2014                                                              | Manchester                                                              | Inghilterra                                                             | 0 – 3                                                                   | Germania                                                                | Amichevole                                                              | -                                                                       |                                                                         |
| 4-3-2015                                                                | Lagos                                                                   | Germania                                                                | 2 – 4                                                                   | Svezia                                                                  | Algarve Cup 2015 - 1º turno                                             | -                                                                       |                                                                         |
| 6-3-2015                                                                | Lagos                                                                   | Germania                                                                | 2 – 0                                                                   | Cina                                                                    | Algarve Cup 2015 - 1º turno                                             | 1                                                                       |                                                                         |
| 9-3-2015                                                                | Parchal                                                                 | Germania                                                                | 3 – 1                                                                   | Brasile                                                                 | Algarve Cup 2015 - 1º turno                                             | 1                                                                       |                                                                         |
| 11-3-2015                                                               | Faro                                                                    | Germania                                                                | 2 – 1                                                                   | Svezia                                                                  | Algarve Cup 2015 - Finale                                               | 1                                                                       |                                                                         |
| 8-4-2015                                                                | Amburgo                                                                 | Germania                                                                | 4 – 0                                                                   | Brasile                                                                 | Amichevole                                                              | -                                                                       |                                                                         |
| 27-5-2015                                                               | Basilea                                                                 | Svizzera                                                                | 1 – 3                                                                   | Germania                                                                | Amichevole                                                              | -                                                                       |                                                                         |
| 7-6-2015                                                                | Ottawa                                                                  | Germania                                                                | 10 – 0                                                                  | Costa d'Avorio                                                          | Mondiali 2015 - 1º turno                                                | 1                                                                       |                                                                         |
| 11-6-2015                                                               | Ottawa                                                                  | Germania                                                                | 1 – 1                                                                   | Norvegia                                                                | Mondiali 2015 - 1º turno                                                | -                                                                       | 72’                                                                     |
| 15-6-2015                                                               | Winnipeg                                                                | Thailandia                                                              | 0 – 4                                                                   | Germania                                                                | Mondiali 2015 - 1º turno                                                | -                                                                       | 46’                                                                     |
| 20-6-2015                                                               | Ottawa                                                                  | Germania                                                                | 4 – 1                                                                   | Svezia                                                                  | Mondiali 2015 - Ottavi di finale                                        | -                                                                       | 89’                                                                     |
| 26-6-2015                                                               | Montréal                                                                | Germania                                                                | 1 – 1 (5 - 4 dtr)                                                       | Francia                                                                 | Mondiali 2015 - Quarti di finale                                        | -                                                                       | 80’                                                                     |
| 30-6-2015                                                               | Vancouver                                                               | Stati Uniti                                                             | 2 – 0                                                                   | Germania                                                                | Mondiali 2015 - Semifinale                                              | -                                                                       |                                                                         |
| 4-7-2015                                                                | Montréal                                                                | Germania                                                                | 0 – 1 dts                                                               | Inghilterra                                                             | Mondiali 2015 - Finale 3º posto                                         | -                                                                       | 101’                                                                    |
| 18-9-2015                                                               | Essen                                                                   | Germania                                                                | 12 – 0                                                                  | Ungheria                                                                | Qual. Euro 2017                                                         | 2                                                                       |                                                                         |
| 22-9-2015                                                               | Zagabria                                                                | Croazia                                                                 | 0 – 1                                                                   | Germania                                                                | Qual. Euro 2017                                                         | 1                                                                       |                                                                         |
| 22-10-2015                                                              | Berlino                                                                 | Germania                                                                | 2 – 0                                                                   | Russia                                                                  | Qual. Euro 2017                                                         | -                                                                       |                                                                         |
| 25-10-2015                                                              | Hannover                                                                | Germania                                                                | 7 – 0                                                                   | Turchia                                                                 | Qual. Euro 2017                                                         | -                                                                       |                                                                         |
| 26-11-2015                                                              | Norimberga                                                              | Germania                                                                | 0 – 0                                                                   | Brasile                                                                 | Amichevole                                                              | -                                                                       |                                                                         |
| 3-3-2016                                                                | Tampa                                                                   | Germania                                                                | 1 – 0                                                                   | Francia                                                                 | Amichevole                                                              | -                                                                       |                                                                         |
| 6-3-2016                                                                | Orlando                                                                 | Germania                                                                | 2 – 1                                                                   | Inghilterra                                                             | Amichevole                                                              | -                                                                       |                                                                         |
| 9-3-2016                                                                | Boca Raton                                                              | Stati Uniti                                                             | 2 – 1                                                                   | Germania                                                                | Amichevole                                                              | -                                                                       |                                                                         |
| 8-4-2016                                                                | Istanbul                                                                | Turchia                                                                 | 0 – 6                                                                   | Germania                                                                | Qual. Euro 2017                                                         | 2                                                                       |                                                                         |
| 12-4-2016                                                               | Kassel                                                                  | Germania                                                                | 2 – 0                                                                   | Croazia                                                                 | Qual. Euro 2017                                                         | -                                                                       |                                                                         |
| 22-7-2016                                                               | Paderborn                                                               | Germania                                                                | 11 – 0                                                                  | Ghana                                                                   | Amichevole                                                              | 1                                                                       |                                                                         |
| 3-8-2016                                                                | San Paolo                                                               | Zimbabwe                                                                | 1 – 6                                                                   | Germania                                                                | Olimpiadi 2016 - 1º turno                                               | 1                                                                       |                                                                         |
| 6-8-2016                                                                | Porto Alegre                                                            | Germania                                                                | 2 – 2                                                                   | Australia                                                               | Olimpiadi 2016 - 1º turno                                               | -                                                                       | 30’                                                                     |
| 9-8-2016                                                                | Brasilia                                                                | Germania                                                                | 1 – 2                                                                   | Canada                                                                  | Olimpiadi 2016 - 1º turno                                               | -                                                                       | 67’                                                                     |
| 12-8-2016                                                               | Salvador                                                                | Cina                                                                    | 0 – 1                                                                   | Germania                                                                | Olimpiadi 2016 - Quarti di finale                                       | -                                                                       | 90’                                                                     |
| 16-8-2016                                                               | Belo Horizonte                                                          | Canada                                                                  | 0 – 2                                                                   | Germania                                                                | Olimpiadi 2016 - Semifinale                                             | -                                                                       | 90+2’                                                                   |
| 19-8-2016                                                               | Rio de Janeiro                                                          | Svezia                                                                  | 1 – 2                                                                   | Germania                                                                | Olimpiadi 2016 - Finale                                                 | -                                                                       |                                                                         |
| 22-10-2016                                                              | Sinsheim                                                                | Germania                                                                | 4 – 2                                                                   | Austria                                                                 | Amichevole                                                              | -                                                                       |                                                                         |
| 25-10-2016                                                              | Karlsruhe                                                               | Germania                                                                | 4 – 1                                                                   | Paesi Bassi                                                             | Amichevole                                                              | -                                                                       |                                                                         |
| 29-11-2016                                                              | Amburgo                                                                 | Germania                                                                | 1 – 1                                                                   | Norvegia                                                                | Amichevole                                                              | -                                                                       |                                                                         |
| 2-3-2017                                                                | Chester                                                                 | Stati Uniti                                                             | 1 – 0                                                                   | Germania                                                                | Amichevole                                                              | -                                                                       |                                                                         |
| 4-3-2017                                                                | Harrison                                                                | Francia                                                                 | 0 – 0                                                                   | Germania                                                                | Amichevole                                                              | -                                                                       |                                                                         |
| 7-3-2017                                                                | Baltimora                                                               | Germania                                                                | 1 – 0                                                                   | Inghilterra                                                             | Amichevole                                                              | -                                                                       |                                                                         |
| 20-10-2017                                                              | Wiesbaden                                                               | Germania                                                                | 2 – 3                                                                   | Islanda                                                                 | Qual. Mondiali 2019                                                     | 1                                                                       |                                                                         |
| 24-10-2017                                                              | Aspach                                                                  | Germania                                                                | 11 – 0                                                                  | Fær Øer                                                                 | Qual. Mondiali 2019                                                     | 2                                                                       |                                                                         |
| 24-11-2017                                                              | Bielefeld                                                               | Germania                                                                | 4 – 0                                                                   | Francia                                                                 | Amichevole                                                              | 2                                                                       |                                                                         |
| 1-3-2018                                                                | Columbus                                                                | Stati Uniti                                                             | 1 – 0                                                                   | Germania                                                                | SheBelieves Cup 2018                                                    | -                                                                       |                                                                         |
| 4-3-2018                                                                | Harrison                                                                | Germania                                                                | 2 – 2                                                                   | Inghilterra                                                             | SheBelieves Cup 2018                                                    | -                                                                       |                                                                         |
| 7-3-2018                                                                | Orlando                                                                 | Francia                                                                 | 3 – 0                                                                   | Germania                                                                | SheBelieves Cup 2018                                                    | -                                                                       |                                                                         |
| 7-4-2018                                                                | Halle                                                                   | Germania                                                                | 4 – 0                                                                   | Rep. Ceca                                                               | Qual. Mondiali 2019                                                     | -                                                                       |                                                                         |
| 10-4-2018                                                               | Domžale                                                                 | Slovenia                                                                | 0 – 4                                                                   | Germania                                                                | Qual. Mondiali 2019                                                     | 1                                                                       |                                                                         |
| 1-9-2018                                                                | Reykjavík                                                               | Islanda                                                                 | 0 – 2                                                                   | Germania                                                                | Qual. Mondiali 2019                                                     | -                                                                       |                                                                         |
| 4-9-2018                                                                | Tórshavn                                                                | Fær Øer                                                                 | 0 – 8                                                                   | Germania                                                                | Qual. Mondiali 2019                                                     | 2                                                                       |                                                                         |
| 6-10-2018                                                               | Essen                                                                   | Germania                                                                | 3 – 1                                                                   | Austria                                                                 | Amichevole                                                              | 1                                                                       |                                                                         |
| 10-11-2018                                                              | Osnabrück                                                               | Germania                                                                | 5 – 2                                                                   | Italia                                                                  | Amichevole                                                              | 1                                                                       |                                                                         |
| 13-11-2018                                                              | Berlino                                                                 | Germania                                                                | 0 – 0                                                                   | Spagna                                                                  | Amichevole                                                              | -                                                                       |                                                                         |
| 6-4-2019                                                                | Uppsala                                                                 | Svezia                                                                  | 1 – 2                                                                   | Germania                                                                | Amichevole                                                              | -                                                                       |                                                                         |
| 9-4-2019                                                                | Kaiserslautern                                                          | Germania                                                                | 2 – 2                                                                   | Giappone                                                                | Amichevole                                                              | 1                                                                       |                                                                         |
| 30-5-2019                                                               | Mannheim                                                                | Germania                                                                | 2 – 0                                                                   | Cile                                                                    | Amichevole                                                              | 1                                                                       |                                                                         |
| 8-6-2019                                                                | Rennes                                                                  | Germania                                                                | 1 – 0                                                                   | Cina                                                                    | Mondiali 2019 - 1º turno                                                | -                                                                       | cap.                                                                    |
| 12-6-2019                                                               | Valenciennes                                                            | Germania                                                                | 1 – 0                                                                   | Spagna                                                                  | Mondiali 2019 - 1º turno                                                | -                                                                       | cap.                                                                    |
| 17-6-2019                                                               | Montpellier                                                             | Sudafrica                                                               | 0 – 4                                                                   | Germania                                                                | Mondiali 2019 - 1º turno                                                | 1                                                                       | cap.                                                                    |
| 22-6-2019                                                               | Grenoble                                                                | Germania                                                                | 3 – 0                                                                   | Nigeria                                                                 | Mondiali 2019 - Ottavi di finale                                        | 1                                                                       | cap. 32’                                                                |
| 29-6-2019                                                               | Rennes                                                                  | Germania                                                                | 1 – 2                                                                   | Svezia                                                                  | Mondiali 2019 - Quarti di finale                                        | -                                                                       | cap.                                                                    |
| 31-8-2019                                                               | Kassel                                                                  | Germania                                                                | 10 – 0                                                                  | Montenegro                                                              | Qual. Euro 2022                                                         | 3                                                                       |                                                                         |
| 3-9-2019                                                                | Leopoli                                                                 | Ucraina                                                                 | 0 – 8                                                                   | Germania                                                                | Qual. Euro 2022                                                         | -                                                                       |                                                                         |
| 5-10-2019                                                               | Aquisgrana                                                              | Germania                                                                | 8 – 0                                                                   | Ucraina                                                                 | Qual. Euro 2022                                                         | -                                                                       |                                                                         |
| 8-10-2019                                                               | Salonicco                                                               | Grecia                                                                  | 0 – 5                                                                   | Germania                                                                | Qual. Euro 2022                                                         | 1                                                                       |                                                                         |
| 9-11-2019                                                               | Londra                                                                  | Inghilterra                                                             | 1 – 2                                                                   | Germania                                                                | Amichevole                                                              | 1                                                                       |                                                                         |
| 4-3-2020                                                                | Albufeira                                                               | Germania                                                                | 1 – 0                                                                   | Svezia                                                                  | Algarve Cup 2020 - 1º turno                                             | -                                                                       |                                                                         |
| 7-3-2020                                                                | Parchal                                                                 | Germania                                                                | 4 – 0                                                                   | Norvegia                                                                | Algarve Cup 2020 - 1º turno                                             | -                                                                       |                                                                         |
| 19-9-2020                                                               | Essen                                                                   | Germania                                                                | 3 – 0                                                                   | Irlanda                                                                 | Qual. Euro 2022                                                         | -                                                                       |                                                                         |
| 21-2-2021                                                               | Dortmund                                                                | Germania                                                                | 2 – 0                                                                   | Belgio                                                                  | Amichevole                                                              | -                                                                       |                                                                         |
| 24-2-2021                                                               | Venlo                                                                   | Paesi Bassi                                                             | 2 – 1                                                                   | Germania                                                                | Amichevole                                                              | -                                                                       |                                                                         |
| 12-4-2021                                                               | Wiesbaden                                                               | Germania                                                                | 3 – 1                                                                   | Norvegia                                                                | Amichevole                                                              | -                                                                       |                                                                         |
| 9-4-2022                                                                | Bielefeld                                                               | Germania                                                                | 3 – 0                                                                   | Portogallo                                                              | Qual. Mondiali 2023                                                     | -                                                                       | 60’                                                                     |
| 8-7-2022                                                                | Brentford                                                               | Germania                                                                | 4 – 0                                                                   | Danimarca                                                               | Euro 2022 - 1º turno                                                    | 1                                                                       | 61’                                                                     |
| 12-7-2022                                                               | Brentford                                                               | Germania                                                                | 2 – 0                                                                   | Spagna                                                                  | Euro 2022 - 1º turno                                                    | 1                                                                       | cap. 62’                                                                |
| 16-7-2022                                                               | Milton Keynes                                                           | Finlandia                                                               | 0 – 3                                                                   | Germania                                                                | Euro 2022 - 1º turno                                                    | 1                                                                       | cap.                                                                    |
| 21-7-2022                                                               | Brentford                                                               | Germania                                                                | 2 – 0                                                                   | Austria                                                                 | Euro 2022 - Quarti di finale                                            | 1                                                                       | cap.                                                                    |
| 27-7-2022                                                               | Milton Keynes                                                           | Germania                                                                | 2 – 1                                                                   | Francia                                                                 | Euro 2022 - Semifinali                                                  | 2                                                                       | cap.                                                                    |
| 3-9-2022                                                                | Bursa                                                                   | Turchia                                                                 | 0 – 3                                                                   | Germania                                                                | Qual. Mondiali 2023                                                     | -                                                                       | cap. 74’                                                                |
| 6-9-2022                                                                | Plovdiv                                                                 | Bulgaria                                                                | 0 – 8                                                                   | Germania                                                                | Qual. Mondiali 2023                                                     | -                                                                       | cap. 65’                                                                |
| 7-10-2022                                                               | Dresda                                                                  | Germania                                                                | 2 – 1                                                                   | Francia                                                                 | Amichevole                                                              | 2                                                                       | cap. 90+2’                                                              |
| 11-11-2022                                                              | Fort Lauderdale                                                         | Stati Uniti                                                             | 1 – 2                                                                   | Germania                                                                | Amichevole                                                              | -                                                                       | cap. 63’                                                                |
| 13-11-2022                                                              | Harrison                                                                | Stati Uniti                                                             | 2 – 1                                                                   | Germania                                                                | Amichevole                                                              | -                                                                       | cap.                                                                    |
| 21-2-2023                                                               | Duisburg                                                                | Germania                                                                | 0 – 0                                                                   | Svezia                                                                  | Amichevole                                                              | -                                                                       | cap.                                                                    |
| 7-4-2023                                                                | Sittard                                                                 | Paesi Bassi                                                             | 0 – 1                                                                   | Germania                                                                | Amichevole                                                              | -                                                                       | 62’                                                                     |
| 11-4-2023                                                               | Norimberga                                                              | Germania                                                                | 1 – 2                                                                   | Brasile                                                                 | Amichevole                                                              | -                                                                       | cap. 46’                                                                |
| 7-7-2023                                                                | Fürth                                                                   | Germania                                                                | 2 – 3                                                                   | Zambia                                                                  | Amichevole                                                              | 1                                                                       | cap.                                                                    |
| 24-7-2023                                                               | Melbourne                                                               | Germania                                                                | 6 – 0                                                                   | Marocco                                                                 | Mondiali 2023 - 1º turno                                                | 2                                                                       | cap. 82’                                                                |
| 30-7-2023                                                               | Sydney                                                                  | Germania                                                                | 1 – 2                                                                   | Colombia                                                                | Mondiali 2023 - 1º turno                                                | 1                                                                       | cap.                                                                    |
| 3-8-2023                                                                | Brisbane                                                                | Corea del Sud                                                           | 1 – 1                                                                   | Germania                                                                | Mondiali 2023 - 1º turno                                                | 1                                                                       | cap.                                                                    |
| 22-9-2023                                                               | Viborg                                                                  | Danimarca                                                               | 2 – 0                                                                   | Germania                                                                | UEFA Women's Nations League 2023-2024 - 1º turno                        | -                                                                       | cap.                                                                    |
| 26-9-2023                                                               | Bochum                                                                  | Germania                                                                | 4 – 0                                                                   | Islanda                                                                 | UEFA Women's Nations League 2023-2024 - 1º turno                        | 1                                                                       | cap. 80’                                                                |
| 1-12-2023                                                               | Rostock                                                                 | Germania                                                                | 3 – 0                                                                   | Danimarca                                                               | UEFA Women's Nations League 2023-2024 - 1º turno                        | 1                                                                       | cap. 47’                                                                |
| 5-12-2023                                                               | Swansea                                                                 | Galles                                                                  | 0 – 0                                                                   | Germania                                                                | UEFA Women's Nations League 2023-2024 - 1º turno                        | -                                                                       | cap.                                                                    |
| 23-2-2024                                                               | Décines-Charpieu                                                        | Francia                                                                 | 2 – 1                                                                   | Germania                                                                | UEFA Women's Nations League 2023-2024 - 1º turno                        | -                                                                       | cap.                                                                    |
| 28-2-2024                                                               | Heerenveen                                                              | Paesi Bassi                                                             | 0 – 2                                                                   | Germania                                                                | UEFA Women's Nations League 2023-2024 - Finale 3º posto                 | -                                                                       | cap.                                                                    |
| 25-7-2024                                                               | Marsiglia                                                               | Germania                                                                | 3 – 0                                                                   | Australia                                                               | Olimpiadi 2024 - 1º turno                                               | -                                                                       | cap.                                                                    |
| 28-7-2024                                                               | Marsiglia                                                               | Stati Uniti                                                             | 4 – 1                                                                   | Germania                                                                | Olimpiadi 2024 - 1º turno                                               | -                                                                       | cap. 77’                                                                |
| 31-7-2024                                                               | Marsiglia                                                               | Zambia                                                                  | 1 – 4                                                                   | Germania                                                                | Olimpiadi 2024 - 1º turno                                               | -                                                                       | cap. 69’                                                                |
| 3-8-2024                                                                | Marsiglia                                                               | Canada                                                                  | 0 – 0 (2 - 4 dtr)                                                       | Germania                                                                | Olimpiadi 2024 - Quarti di finale                                       | -                                                                       | cap.                                                                    |
| 9-8-2024                                                                | Décines-Charpieu                                                        | Spagna                                                                  | 0 – 1                                                                   | Germania                                                                | Olimpiadi 2024 - Finale 3º posto                                        | -                                                                       | cap.                                                                    |
| 31-5-2024                                                               | Rostock                                                                 | Germania                                                                | 4 – 1                                                                   | Polonia                                                                 | Qual. Euro 2025                                                         | -                                                                       | cap. 46’                                                                |
| 4-6-2024                                                                | Gdynia                                                                  | Polonia                                                                 | 1 – 3                                                                   | Germania                                                                | Qual. Euro 2025                                                         | -                                                                       | 41’                                                                     |
| 28-10-2024                                                              | Duisburg                                                                | Germania                                                                | 1 – 2                                                                   | Australia                                                               | Amichevole                                                              | -                                                                       | cap. 16’                                                                |
| Totale                                                                  |                                                                         | Presenze                                                                | 145                                                                     |                                                                         | Reti                                                                    | 68                                                                      |                                                                         |

## Palmarès

### Club

#### Competizioni nazionali
- Campionato tedesco: 7

Wolfsburg: 2012-2013, 2013-2014, 2016-2017, 2017-2018, 2018-2019, 2019-2020, 2021-2022
- Coppa di Germania: 13

2001 Duisburg: 2008-2009, 2009-2010
Wolfsburg: 2012-2013, 2014-2015, 2015-2016, 2016-2017, 2017-2018, 2018-2019, 2019-2020, 2020-2021, 2021-2022, 2022-2023, 2023-2024

#### Competizioni internazionali
- UEFA Women's Champions League: 3

2001 Duisburg: 2008-2009
Wolfsburg: 2012-2013, 2013-2014

### Nazionale
- Campionato d'Europa under 17: 1

2008
- Campionato mondiale under 20: 1

2010
- Algarve Cup: 2

2012, 2014
- Oro olimpico: 1

Rio de Janeiro 2016
- Bronzo olimpico: 1

Parigi 2024

### Individuale
- Pallone d'oro: 1

Campionato mondiale femminile under 20 di calcio 2010
- Scarpa d'oro: 1

Campionato mondiale femminile under 20 di calcio 2010
- Calciatrice tedesca dell'anno: 3

2014, 2016, 2023
- Fritz-Walter-Medaille

 Argento 2009
- Capocannoniere del campionato tedesco: 1

2022-2023 (16 reti)

## Opere
- (DE) Alexandra Popp e Mara Pfeiffer, Dann zeige ich es euch eben auf dem Platz, München, Droemer Knaur, 2023, ISBN 978-3-426-21798-6. (autobiografia).